# Cerro Pendare
Le cerro Pendare est l'un des sommets du massif de Cuao-Sipapo situé dans l'État d'Amazonas au Venezuela. Son altitude s'élève à 716 mètres.